# آرسینوئه دوم
آرسینوئه دوم (لاتین: Arsinoë II؛ ۳۱۶ پیش از میلاد – ۲۷۰ یا ۲۶۸ پیش از میلاد (سن ح. ۴۷)) ملکه دودمان بطلمیوسی امپراتوری بطلمیوسی در مصر باستان بود. او قبلاً ملکه تراکیه، آناتولی و مقدونیه باستان با ازدواج با پادشاه لوسیماخوس و بعداً بطلمیوس سرانوس بود. در سال ۲۷۳/۷۲ قبل از میلاد، پس از ازدواج با برادرش، فرعون بطلمیوس دوم بطلمیوس دوم، ملکه مصر بطلمیوسی شد و نام سلطنتی آرسینو فیلادلفوس را به خود اختصاص داد.